# Roger Bontems
Roger Bontems, född 19 maj 1936 i Aydoilles, död 28 november 1972 i Paris, var en fransk brottsling, avrättad (genom halshuggning) för två mord begångna i fängelset i Clairvaux. Morden, som ansågs ha begåtts av hans cellkamrat Claude Buffet, något som bekräftades under rättegången, väckte stor negativ uppmärksamhet, och det var en oklar och hätsk fråga om de avkunnade domarna skulle komma att verkställas. Frankrikes president sedan 1969, Georges Pompidou, hade tidigare förklarat sig som motståndare till dödsstraffet och ingen dom hade verkställts sedan president De Gaulles avgång 1969. Pompidou beslutade sig slutligen för att avslå nådeansökningen även från Bontems sida, vilket av åtskilliga bedömare ansågs synnerligen orättvist och godtyckligt. Bontems giljotinerades i fängelset La Santé i Paris i gryningen den 28 november, några minuter före Buffet. Bontems försvarare Robert Badinter blev senare en aktiv dödsstraffmotståndare och utsågs efter François Mitterrands seger i presidentvalet 1981 till justitieminister, där dödsstraffets avskaffande blev hans högsta prioritet, vilket genomdrevs samma år.